# 대한민국 임시 헌장
대한민국 임시 헌장(大韓民國 臨時 憲章)은 1919년 4월 11일 제정된 대한민국 임시정부의 첫 헌법이다. 국호를 '대한민국'으로 정하였고, 정치 체제를 '민주공화제'로 한다고 명시하였다. 구 황실을 우대한다고 하여, 대한민국 임시정부가 대한제국을 계승한다는 것을 간접적으로 표시하였다. 또한 오늘날 유엔(국제연합)의 전신인 국제연맹에 가입한다고 하였다. 이 헌장의 초안을 작성한 사람은 조소앙(趙素昻)이다. 이 헌장을 바탕으로 같은 해 9월 11일 대한민국 임시 헌법이 만들어졌다.

## 내용
- 제1조 대한민국은 민주공화제로 한다.

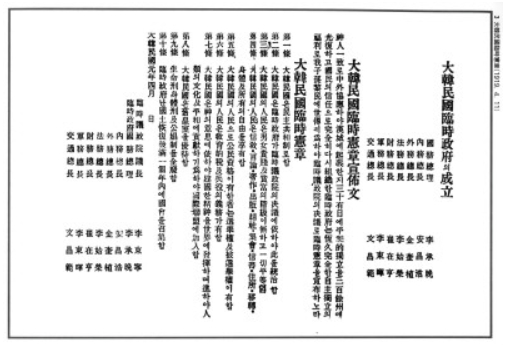
대한민국 임시 헌장 - 1919년 4월 11일 대한민국 임시정부가 제정한 최초의 헌법

- 제2조 대한민국은 임시정부가 임시의정원의 결의에 의하여 통치한다.
- 제3조 대한민국의 인민은 남녀, 귀천 및 빈부의 계급이 없고 일체 평등하다.
- 제4조 대한민국의 인민은 종교, 언론, 저작, 출판, 결사, 집회, 통신, 주소 이전, 신체 및 소유의 자유를 누린다.
- 제5조 대한민국의 인민으로 공민 자격이 있는 자는 선거권과 피선거권이 있다.
- 제6조 대한민국의 인민은 교육, 납세 및 병역의 의무가 있다.
- 제7조 대한민국은 신(神)의 의사에 의해 건국한 정신을 세계에 발휘하고 나아가 인류문화 및 평화에 공헌하기 위해 국제연맹에 가입한다.
- 제8조 대한민국은 구 황실을 우대한다.
- 제9조 생명형, 신체형 및 공창제(公娼制)를 전부 폐지한다.
- 제10조 임시정부는 국토 회복 후 만 1개년 내에 국회를 소집한다.

## 선포문
대한민국 임시 헌장은 다음과 같은 선포문이 제정(1919. 4. 11)되고 공표(1919. 4. 13)되었다.
"신인일치로 중외 협응하여 한성에서 기의한 지 30유여 일(有餘日)에 평화적 독립을 300여 주에 광복하고, 국민의 신임으로 완전히 다시 조직한 임시정부는 항구 완전한 자주독립의 복리로 아 자손 여민(黎民)에게 세전(世傳)키 위하여 임시의정원의 결의로 임시헌장을 선포하노라"

## 제정 과정

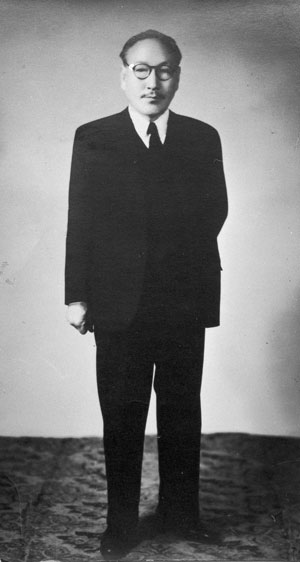
대한민국 임시 헌장을 만든 조소앙

1919년 3·1 운동 직후인 4월 10일 중국 상하이의 프랑스 조계인 김신부로(金神父路)에서 신익희, 조소앙 등 각 지방 출신 대표자 27명이 참석하여 제1차 대한민국 임시의정원 회의를 개최하였다. 임시의정원이란 오늘날 임시국회와 같은 개념으로서, 조소앙이 제안하고 신석우가 제청하여 정한 이름이다. 참가자들의 무기명 단기식(單記式) 투표를 통해 임시의정원 의장에 이동녕, 부의장에 손정도 등이 선출되었다. 이틀간 진행된 이 회의에서 국호는 신석우가 제안하고 이영조가 제청한 대한민국으로 정하였다. 임시의정원은 행정부에 해당하는 국무원 선거를 실시하였으며, 국무총리 이승만, 내무총장 안창호, 외무총장 김규식, 법무총장 이시영, 재무총장 최재형, 군무총장 이동휘, 교통총장 문창범을 선출하였다. 또한 조소앙(趙素昻)이 제안한 대한민국 임시 헌장 전문 10조를 검토하여 이 중에서 2개 조항에 일부 수정을 거친 후 통과시켰다.

## 특징
대한민국 임시 헌장 제1조 "대한민국은 민주공화제로 한다."는 내용은 1948년 7월 17일 제정된 제헌헌법 제1조 "대한민국은 민주공화국이다."와 1987년에 개정된 현행 대한민국 헌법 제1조 "대한민국은 민주공화국이다."와 내용이 동일하다.
이 헌장의 반포일은 "대한민국 원년"이라고 표기되어 있다. 1948년 8월 15일 대한민국의 초대 대통령에 선출된 이승만은 연호를 '대한민국 30년'으로 기산하였는데, 이는 대한민국 임시정부가 수립된 1919년을 '대한민국 1년'으로 보고, 대한민국 정부가 수립된 1948년을 '대한민국 30년'으로 표기한 것이다.
이 헌장의 내용 아래쪽에는 임시 의정원 의장 이동녕, 임시정부 국무총리 이승만, 내무총장 안창호, 외무총장 김규식, 법무총장 이시영, 재무총장 최재형, 군무총장 이동휘, 교통총장 문창범이라고 표기하였다.
대한민국 임시 헌장은 총10개조로 이루어진 간략한 내용이었으나, 같은 해 9월 11일 통합 임시정부를 수립하면서 개정한 대한민국 임시 헌법은 총8장 58조로 내용이 크게 늘어났다.

## 참고자료
- 〈대한민국임시헌장(大韓民國臨時憲章)〉, 《두산백과》
- 한국사사전편찬회, 〈대한민국 임시헌장(大韓民國臨時憲章)〉, 《한국근현대사사전》, 가람기획, 2005년 9월 10일
- 한인섭, 〈대한민국은 민주공화제로 함 : 대한민국 임시헌장(1919.4.11) 제정의 역사적 의의〉, 《서울대학교 법학》 vol.50, no.3, 통권 152호, 서울대학교 법학연구소, 2009년, pp.167~201
- 조주연 기자, 〈(서해성의 박학다설) 100살 먹은 헌법 이야기〉, 《tbs》, 2018년 7월 14일

## 같이 보기
- 대한민국 임시정부
- 대한민국 임시 헌법
- 한성 임시정부 약법
- 대한민국 헌법의 역사
- 대한민국 임시 의정원
- 조소앙